# Ускож-Мали
Ускож-Мали (пол. Uskorz Mały) — село в Польщі, у гміні Волув Воловського повіту Нижньосілезького воєводства.
Населення — 134 особи (2011).
У 1975-1998 роках село належало до Вроцлавського воєводства.

## Демографія
Демографічна структура станом на 31 березня 2011 року:
|          | Загалом | Допрацездатний вік | Працездатний вік | Постпрацездатний вік |
| -------- | ------- | ------------------ | ---------------- | -------------------- |
| Чоловіки | 79      | 16                 | 52               | 11                   |
| Жінки    | 55      | 5                  | 41               | 9                    |
| Разом    | 134     | 21                 | 93               | 20                   |